# Смолфут
«Смолфут» (англ. Smallfoot, буквально «маленька нога») — американський комедійний мультфільм, створений за допомогою 3D-анімації. Режисером і сценаристом проєкту став Карі Кіркпатрік. В основі сценарію — невиданий твір Серджіо Паблоса. Прем'єра стрічки відбулася 28 вересня 2018 року (США), в Україні — 4 жовтня 2018 року.

## Сюжет
Анімаційна пригода для широкого загалу з оригінальною музикою та зірковим акторським складом, «Смолфут» розказує легенду про бігфута («велика нога», єті, сасквоча, снігову людину) навпаки. Одного дня молодий розумний єті знаходить дещо, що всі вважали вигадкою — людину (смолфут — «маленька нога»). Усі, крім членів таємного товариства СРТ (Смолфутівське розшукове товариство, англ. Smallfoot Evidentiary Society, S.E.S.). Новина про цього «коротконога» дарує йому славу та шанс на стосунки з дівчиною його мрій. Крім того, це відкриття неабияк бентежить усіх мешканців поселення єті, адже з'ясовується, що поза їхнім невеличким сніговим містечком існує цілий великий світ. І вони пізнають його у запальній історії про дружбу, відвагу та радість відкриттів.

## Виробництво
11 травня 2017 року було оголошено про початок робіт над мультфільмом, представлені актори озвучування, які виконують головні ролі: Ченнінг Тейтум, Зендая і Джина Родрігес. Комп'ютерною анімацією займається Sony Pictures Imageworks, яка також готувала анімацію для мультфільму «Лелеки» кінокомпанії Warner Animation Group. Спочатку режисером фільму був Райан О'Лофлін, ветеран DreamWorks Animation, але його замінив Карея Кіркпатрик.

## Українське озвучення
Українською мовою фільм перекладений і озвучений компанією «Постмодерн» (на жаль, українська мова на сайті відсутня). В оригіналі герої музичного мультфільму говорять і співають голосами відомих акторів, музикантів і спортсменів, отже й в українській версії залучені знаменитості: співачка і телеведуча Ольга Цибульська, музикант, вокаліст хіп-хоп-гурту ТНМК Фагот, телеведучий Олександр Педан, фітнес-тренер, телеведуча Аніта Луценко та інші.
- Український переклад: Роман Кисельов.
- Режисер дубляжу: Анна Пащенко.
- Звукорежисери: Марія Нестеренко, Олександр Мостовенко.
- Звукорежисери перезапису: Юрій Антонов, Максим Корнелюк.
- Музичний редактор: Тетяна Віроженко.
- Ролі дублювали: Дмитро Гаврилов, Павло Скороходько,[7] Ольга Цибульська, Фагот (Олег Михайлюта), Олександр Педан, В'ячеслав Дудко,[8] Юлія Шаповал[9] та інші.

## Озвучування
| Актори                                   | Імена персонажів                  | Опис персонажів                                                                            | Актори українського дубляжу |
| ---------------------------------------- | --------------------------------- | ------------------------------------------------------------------------------------------ | --------------------------- |
| Ченнінг Тейтум (Channing Tatum)          | Міго (Migo)                       | молодий єті, закоханий у Мічі                                                              | Дмитро Гаврилов             |
| Джеймс Корден (James Corden)             | Персі Паттерсон (Percy Patterson) | «смолфут», документаліст дикої природи, що мріє про світову славу                          | Павло Скороходько           |
| Зендая (Zendaya)                         | Мічі (Meechee)                    | молода єті, дочка Хранителя каменів, голова СРТ                                            | Ольга Цибульська            |
| Коммон (Common)                          | Хранитель каменів (Stonekeeper)   | голова спільноти єті, хранитель каменів мудрості, батько Мічі та Торпа                     | Фагот (Олег Михайлюта)      |
| Леброн Джеймс (LeBron James)             | Гвангі (Gwangi)                   | великий єті, член СРТ, трохи не при своєму розумі                                          |                             |
| Денні ДеВіто (Danny DeVito)              | Доргл (Dorgle)                    | низькорослий єті, батько Міго, наслідний «гонгогеп», відповідальний за ранковий схід сонця |                             |
| Джина Родрігес (Gina Rodriguez)          | Колка (Kolka)                     | дівчина-єті, член СРТ                                                                      |                             |
| Яра Шахіді (Yara Shahidi)                | Бренда (Brenda)                   | помічниця Персі, яка вірить у свідому працю, а не сенсації                                 |                             |
| Елі Генрі (Ely Henry)                    | Флім (Fleem)                      | маленький нерішучий єті, член СРТ                                                          | Олександр Педан             |
| Джиммі Татро (Jimmy Tatro)               | Торп (Thorp)                      | некмітливий єті, син Хранителя Каменів, брат Мічі                                          |                             |
| Патрісія Гітон (Patricia Heaton)         | Мама-ведмедиця (Mama Bear)        | величезна печерна ведмедиця, незадоволена гамірними смолфутами і бігфутами                 |                             |
| Джастін Ройланд (Justin Roiland)         | Геррі (Garry)                     | єті-параноїк                                                                               |                             |
| Джек Квейд (Jack Quaid)                  | Пілот (Pilot)                     | льотчик, чий літак потрапив в аварію на очах Міго                                          |                             |
| Сара Бейкер (Sarah Baker)                | Мама Сюзі (Soozie's Mom)          | мати маленької дівчини-єті з кумедною зачіскою                                             |                             |
| Келлі Голден Башар (Kelly Holden Bashar) |                                   | додаткові голоси                                                                           |                             |
| Пітер Еттінгер (Peter Ettinger)          |                                   | додаткові голоси                                                                           |                             |
| Джонатан Кайт (Jonathan Kite)            |                                   | додаткові голоси                                                                           |                             |
| Джонатан Менгам (Jonathan Mangum)        |                                   | додаткові голоси                                                                           |                             |
| Джоел Маккрері (Joel McCrary)            |                                   | додаткові голоси                                                                           |                             |
| Ванесса Регленд (Vanessa Ragland)        |                                   | додаткові голоси                                                                           |                             |
| Клер Сера (Clare Sera)                   |                                   | додаткові голоси                                                                           |                             |
| Люк Сміт (Luke Smith)                    |                                   | додаткові голоси                                                                           |                             |
| Джессіка Так (Jessica Tuck)              |                                   | додаткові голоси                                                                           |                             |